# Sonerila laeviuscula
Sonerila laeviuscula är en tvåhjärtbladig växtart som beskrevs av Heinrich Zollinger, Alexandre Moritzi och Friedrich Anton Wilhelm Miquel. Sonerila laeviuscula ingår i släktet Sonerila och familjen Melastomataceae. Inga underarter finns listade i Catalogue of Life.